# Everybody Wants to Rule the World
Everybody Wants to Rule the World ist ein Lied von Tears for Fears aus dem Jahr 1985, das von Roland Orzabal, Chris Hughes und Ian Stanley geschrieben wurde.
Das Lied gewann 1986 einen BRIT Award in der Kategorie Best Single. Orzabal sagte in einem Interview zudem, dass der Song anstatt des Paul-Hardcastle-Klassikers 19 auch den Ivor Novello Award hätte gewinnen sollen.

## Geschichte
Der Song war ironischerweise angesichts des Erfolges ein sehr später Zusatz zum Album Songs from the Big Chair. Laut eigener Aussage betrachtete Orzabal das Lied als ein „Leichtgewicht“, das nicht zum Album passen würde. Der Produzent des Songs, Chris Hughes, überzeugte ihn jedoch davon, eine Aufnahme zu versuchen und das Lied auf dem Album sowie später zudem als Single zu veröffentlichen. Hughes behielt recht, und der Song entwickelte sich zu einem internationalen Erfolg. In einem Interview mit einem Radiosender verriet Orzabal, dass sich die Band am Simple-Minds-Klassiker Waterfront aus dem Jahre 1983 orientiert habe.

„Das Lied wurde innerhalb von zwei Wochen geschrieben und aufgenommen, als allerletzter Track des Albums Songs from the Big Chair. Der Shuffle war unserer Art, Musik zu machen, fremd. Im Gegensatz zum etwas steifen Shout war es eher fröhlich, setzte jedoch die Entwicklung zum Extrovertierten fort.“

Wie bei den drei Hits aus dem ersten Album, The Hurting, singt auch bei diesem Stück Bassist Curt Smith mit.
Unter anderem wurde der Song auch für die Credits zum Ende des Videospiels World in Conflict verwendet. Hierbei wird auch der Bezug zum Sinn des Textes eingebracht, da es im Spiel um eine fiktive Eskalation des Ost-West-Konfliktes im Rahmen des Kalten Krieges geht.

## Bedeutung des Liedes
„Das Lied hat eine sehr ernste Bedeutung. Es handelt von machtgierigen Menschen, von Krieg und dem Elend, das dadurch entsteht.“

## Singleversion
Die Single erschien am 18. März 1985 bei Mercury Records. Obwohl der Hit an Popularität gewann, wurden nur wenige Remix- und verschieden lange Versionen veröffentlicht. Eine Electronica-Version erschien in der 2004 wiederveröffentlichte Kompilation Tears Roll Down (Greatest Hits 82-92). Irrtümlich landete 2006 erneut die Album-Version des Liedes, fälschlich als „7"-Version“ bezeichnet (eine solche existiert nicht), auf der Neuveröffentlichung des Albums Songs from the Big Chair. Geplant war der Titel Everybody Wants to Run the World.

## Everybody Wants to Run the World
1986 wurde das Lied in Zusammenarbeit mit dem Band Aid Trust im Rahmen einer Hungerhilfe für das Projekt Sport Aid in Everybody Wants to Run the World umgeschrieben.
Zum Hintergrund äußerte sich die Band folgendermaßen:

„…to get Bob Geldof off our backs! He gave us so much gip for not turning up at Live Aid. All those millions of people dying, it was our fault. I felt terrible. I tell you, I know how Hitler must have felt.“

Das Lied sollte 2006 auf der Wiederveröffentlichung von Songs from the Big Chair erscheinen. Stattdessen wurde jedoch die Album-Fassung erneut veröffentlicht.

## Die B-Seite der Single
Die B-Seite des Liedes ist das Instrumentalstück Pharaohs. Als Gesangsstimme hört man einen BBC-Radioansager, der einen Seewetterbericht über die Seewege um das Vereinigte Königreich verliest, und der Titel ist eine Anspielung auf die Färöer-Inseln. Die B-Seite erschien im Kompilationsalbum Saturnine Martial & Lunatic, welches alle B-Seiten der Songs von Tears for Fears enthält, und in der 2006 veröffentlichten Fassung des Albums Songs from the Big Chair. Ein Remix des Stückes erschien von Groove Armada im Album Back to Mine.

„Egal, wie beängstigend das Wetter gerade sein mag, der Seewetterbericht wird mit einer bewusst ruhigen und entspannten Stimme vorgelesen. Aufgenommen haben wir die B-Seite von Everybody Wants to Rule the World in der Wool Hall, Bristol mit einer ruhigen und entspannten Atmosphäre.“

## Musikvideo
Das Musikvideo wurde unter der Regie von Nigel Dick Anfang 1985 gedreht. Darin fährt Curt Smith mit einem Austin-Healey 3000 zu verschiedenen Orten Kaliforniens, beispielsweise zum Saltonsee oder Cabazon Dinosaurs. Zudem sieht man die Aufnahme des Liedes in einem Studio in London.

## Kommerzieller Erfolg

### Chartplatzierungen
| ChartsChartplatzierungen       | Höchstplatzierung | Wochen |
| ------------------------------ | ----------------- | ------ |
| Deutschland (GfK)              | 11 (17 Wo.)       | 17     |
| Österreich (Ö3)                | 19 (10 Wo.)       | 10     |
| Schweiz (IFPI)                 | 13 (8 Wo.)        | 8      |
| Vereinigtes Königreich (OCC)   | 2 (64 Wo.)        | 64     |
| Vereinigte Staaten (Billboard) | 1 (24 Wo.)        | 24     |

| ChartsJahrescharts (1985)      | Platzierung |
| ------------------------------ | ----------- |
| Vereinigte Staaten (Billboard) | 7           |
| Vereinigtes Königreich (OCC)   | 24          |

| ChartsJahrescharts (2023)    | Platzierung |
| ---------------------------- | ----------- |
| Vereinigtes Königreich (OCC) | 53          |

| ChartsJahrescharts (2024)    | Platzierung |
| ---------------------------- | ----------- |
| Vereinigtes Königreich (OCC) | 86          |

### Auszeichnungen für Musikverkäufe
| Land/Region                  | Auszeichnungen für Musikverkäufe (Land/Region, Auszeichnung, Verkäufe) | Verkäufe  |
| ---------------------------- | ---------------------------------------------------------------------- | --------- |
| Australien (ARIA)            | 5× Platin                                                              | 350.000   |
| Brasilien (PMB)              | Platin                                                                 | 60.000    |
| Dänemark (IFPI)              | Platin                                                                 | 90.000    |
| Deutschland (BVMI)           | Gold                                                                   | 250.000   |
| Italien (FIMI)               | Platin                                                                 | 100.000   |
| Kanada (MC)                  | Gold                                                                   | 50.000    |
| Neuseeland (RMNZ)            | 6× Platin                                                              | 180.000   |
| Spanien (Promusicae)         | Platin                                                                 | 60.000    |
| Vereinigtes Königreich (BPI) | 4× Platin                                                              | 2.400.000 |
| Insgesamt                    | 2× Gold · 19× Platin ·                                                 | 3.540.000 |

## Coverversionen
Der Titel wurde in vielen Variationen von anderen Musikern gecovert.
- 1992: Hank Marvin
- 1997: Gloria Gaynor
- 2001: Nas
- 2001: Ken Boothe
- 2004: Fenomenon
- 2007: Patti Smith
- 2007: The Bad Plus
- 2010: Andy McKee
- 2010: Care Bears on Fire
- 2011: Foals
- 2013: Lorde
- 2016: Ninja Sex Party
- 2018: Giorgio Moroder
- 2018: Trevor Horn – feat. Robbie Williams & The Sarm Orchestra
- 2019: Weezer
- 2021: Badflower
- 2024: Ich – Einfach unverbesserlich 4 (Besetzung, englisch)

## Soundtracks

### Spiele
- World in Conflict (Credits)
- Assassin’s Creed Unity (Trailer)
- Saints Row 2
- Rock Band 3 (Song)
- BioShock Infinite
- Total War: Rome II (Trailer)

### Filme
- Psych (TV-Serie), Season 5, Episode 8[25]
- Mr. Robot (TV-Serie), Season 2, Episode 8
- For All Mankind (TV-Serie), Season 1, Episode 10
- Die Tribute von Panem – Catching Fire
- Was für ein Genie (Credits)
- In a World...
- Print the Legend
- Romy und Michele
- Klick
- Pixels
- Die Silicon Valley Story
- Straight Outta Compton
- To All the Boys I’ve Loved Before
- Ready Player One (2018)[26]
- Bumblebee (2018)
- Tesla (2020)